# Khongazhdar
Khongazhdar (Khong Ezhdehā, perzsa nyelven: خنگ اژدها) település és régészeti lelőhely Iránban, Huzesztán tartományban, Izeh közelében, az ország középső részén, 400 km-re a fővárostól Teherántól délre. Khongazhdar (Khong Ezhdehā) 848 méterrel a tengerszint felett található, lakossága 629 fő.

## Leírása

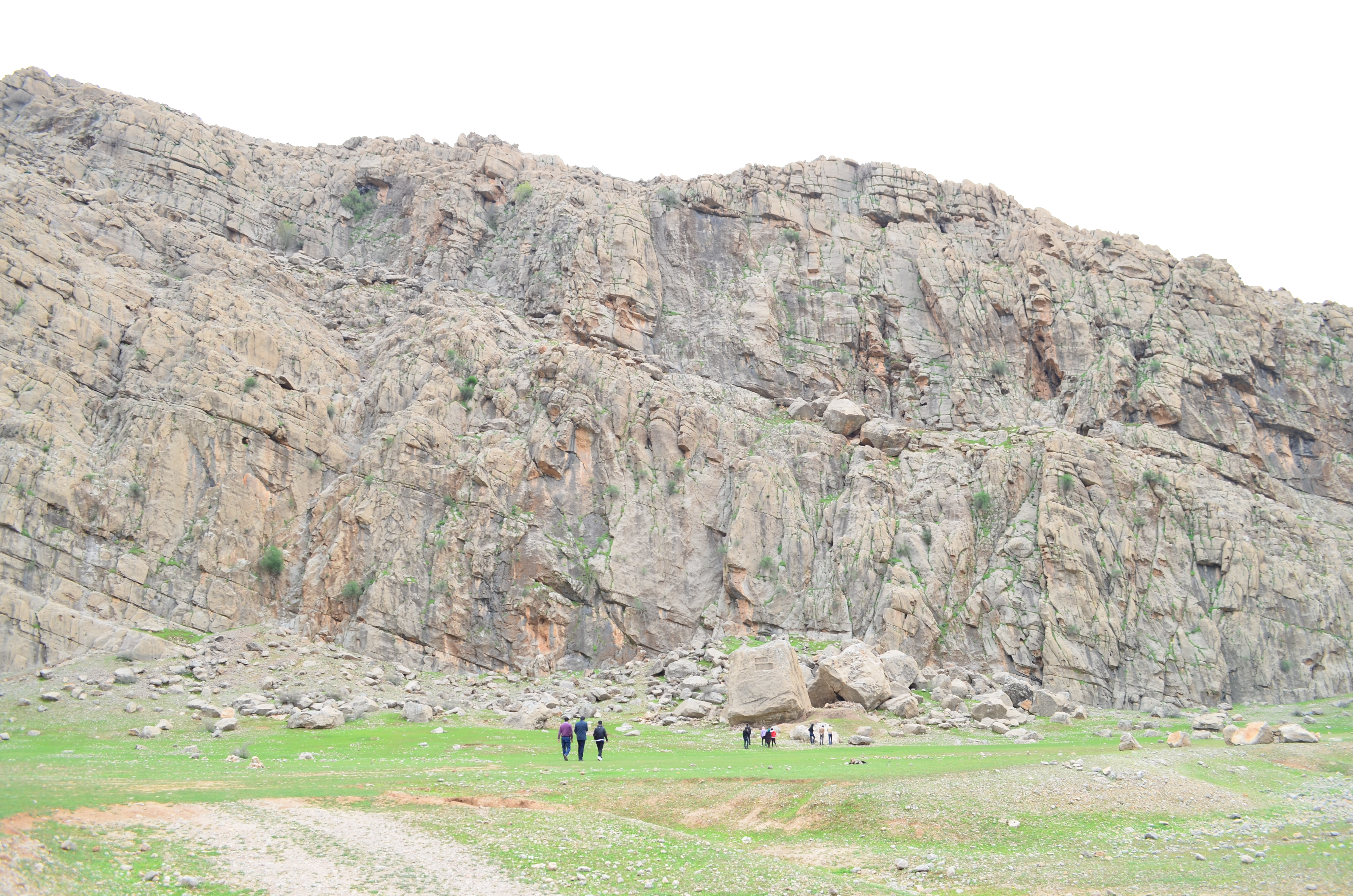
Khongazhdar

A terep Khongazhdar (Khong Ezhdehā) körül változatos. A legmagasabb pont a közelben 1818 m tengerszint feletti magasságban van, 2,1 km-rel északra Khongazhdartól. Khongazhdar négyzet km-ként 56 lakosával elég sűrűn lakott. A legközelebbi nagyobb közösség Jangeh, Khongazhdartól 14,7 km-re északkeletre található. A környéke lényegében nyitott, bokros táj. Környékén szokatlanul sok nevezetes hegy és völgy van.
A terület éves átlagos hőmérséklete 22 °C. A legmelegebb hónap júliusban van, amikor az átlaghőmérséklet 35 °C, és a leghidegebb hónap a január, 7 °C. Az éves csapadékmennyiség átlag 543 milliméter. Az esős hónap november, átlagosan 118 mm esővel és a legszárazabb hónap június, 1 mm esővel.

## Nevezetességek
- Régészeti lelőhelyei

## Galéria

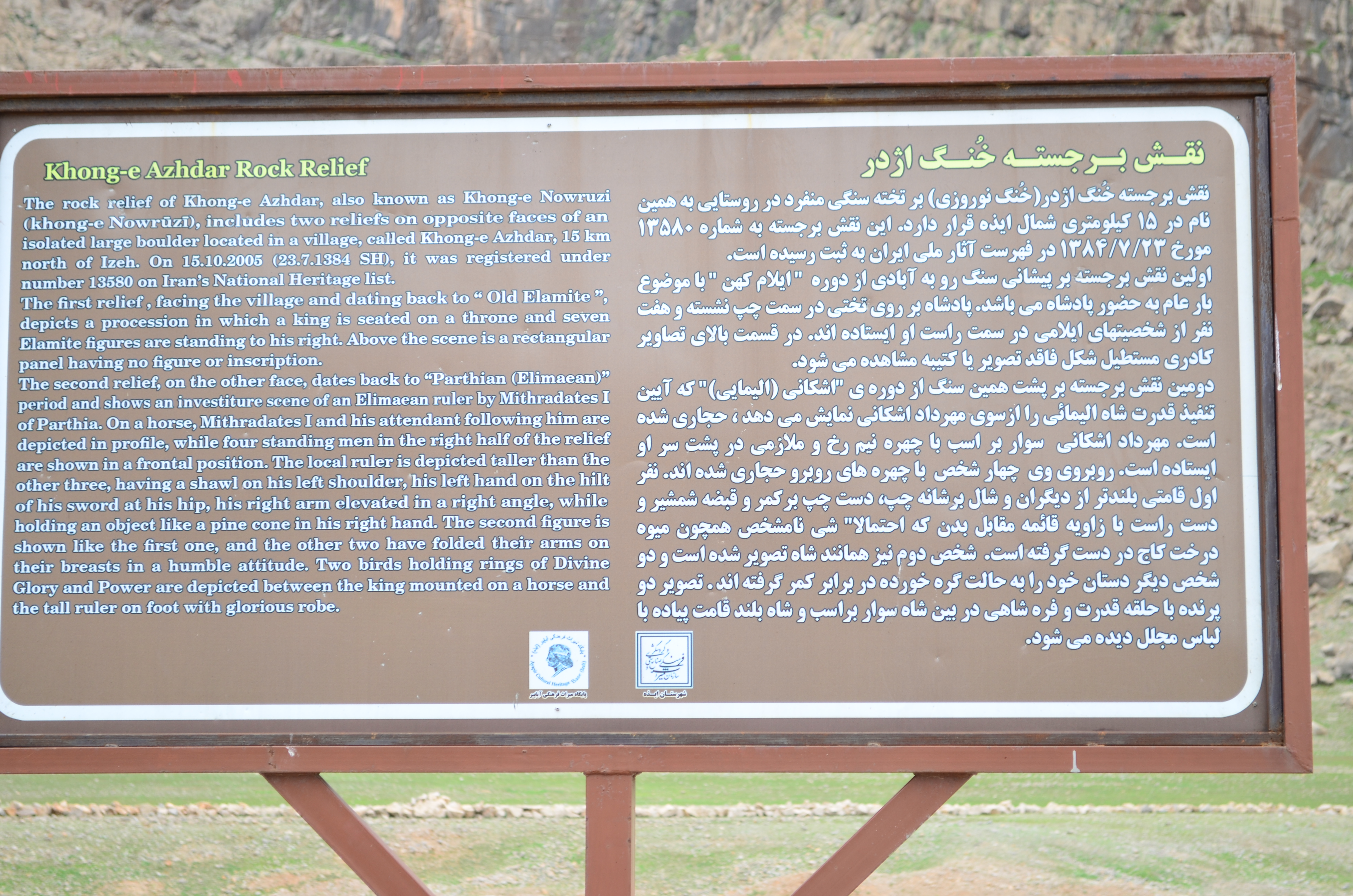
Eligazítótábla a helyszínen
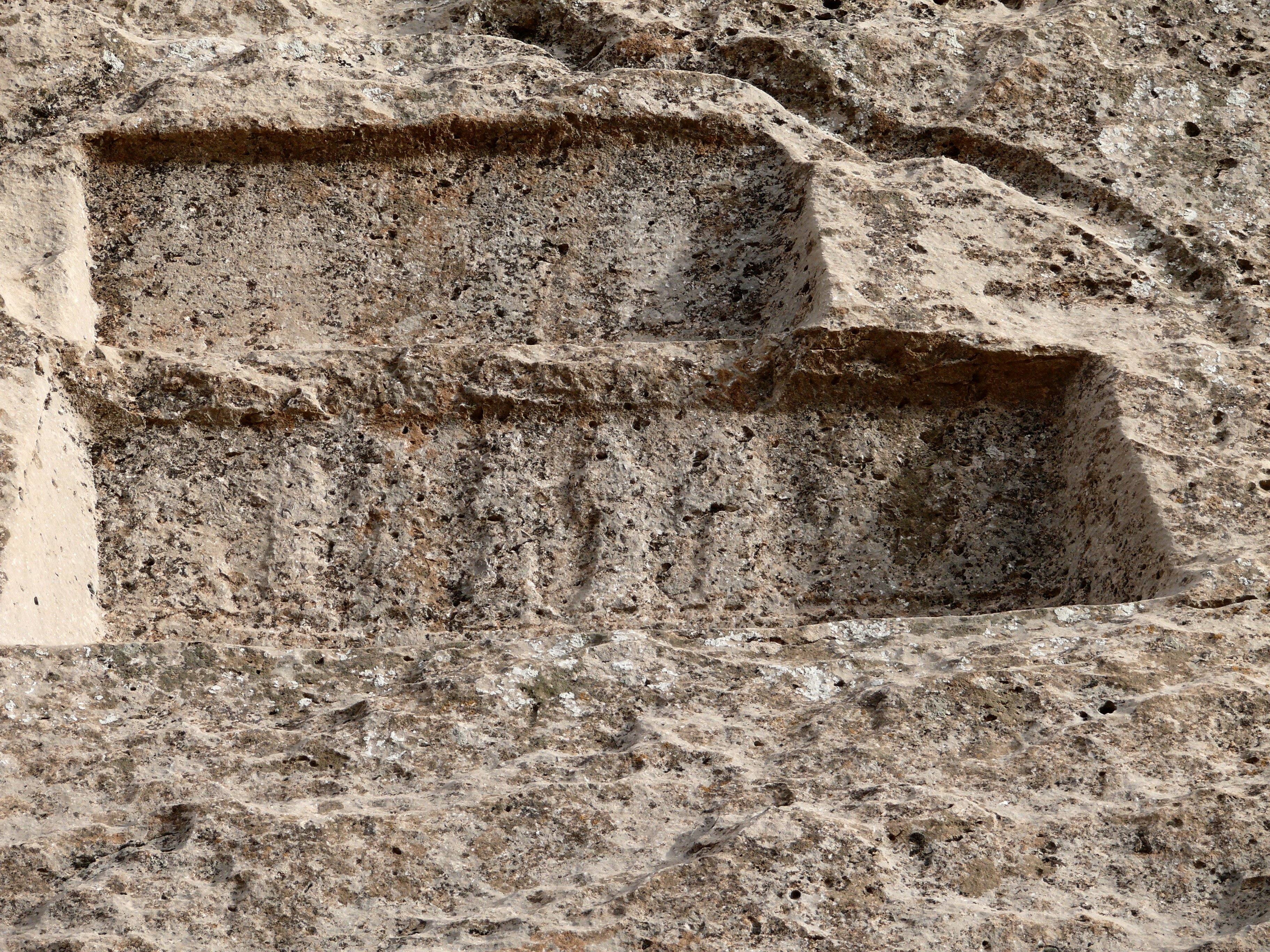
Relief a magasban
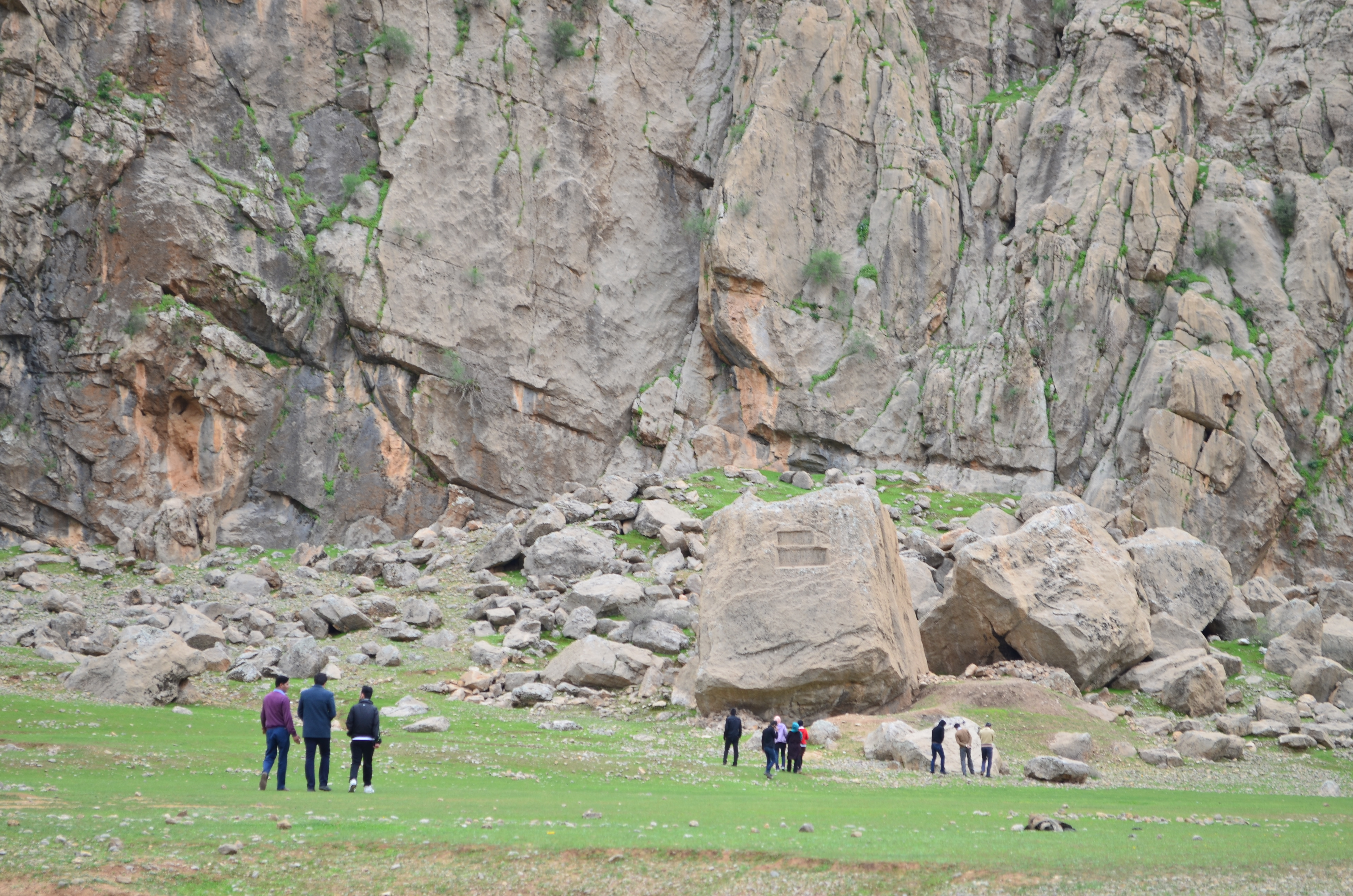
A helyszín
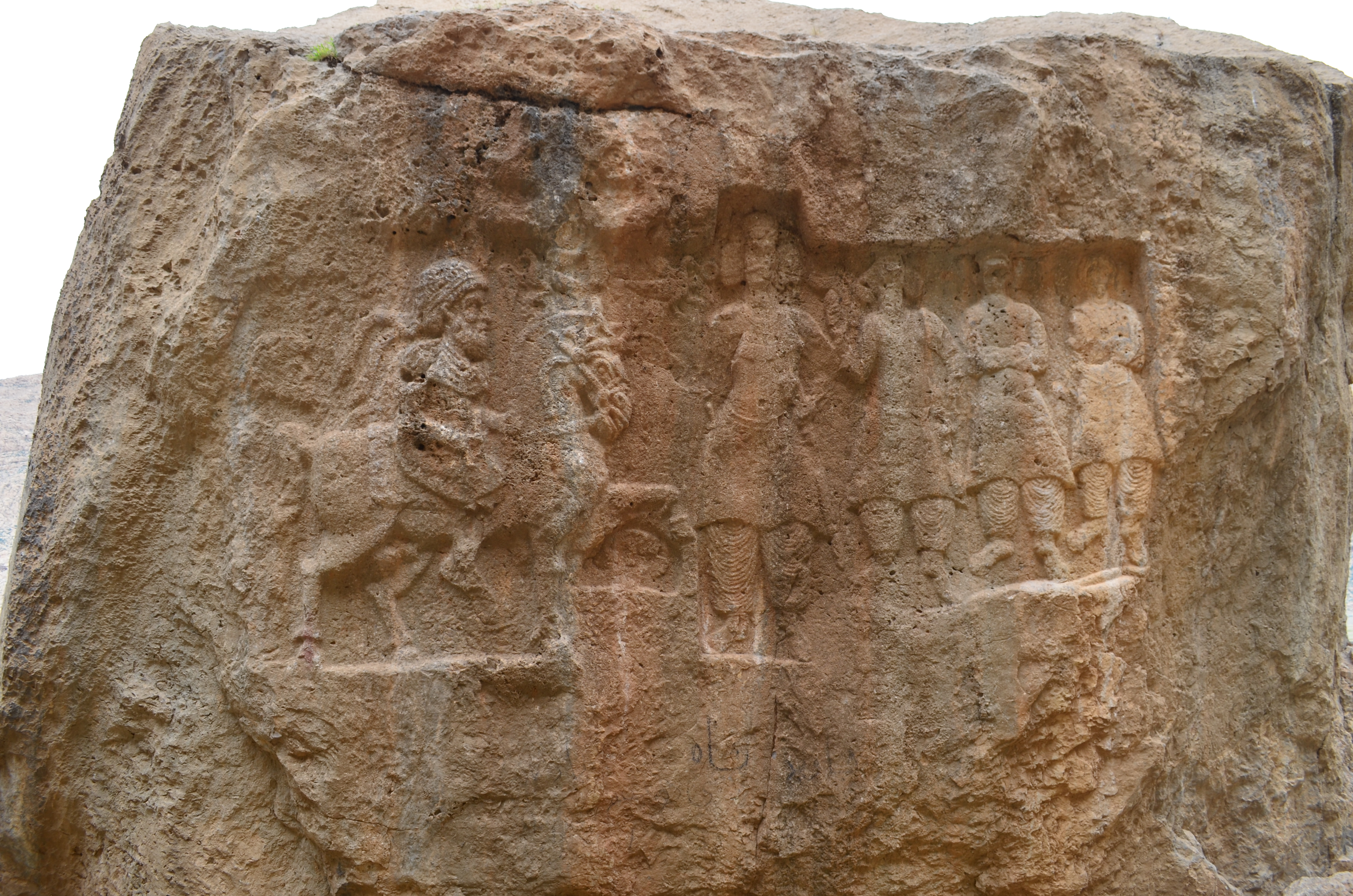
Relief
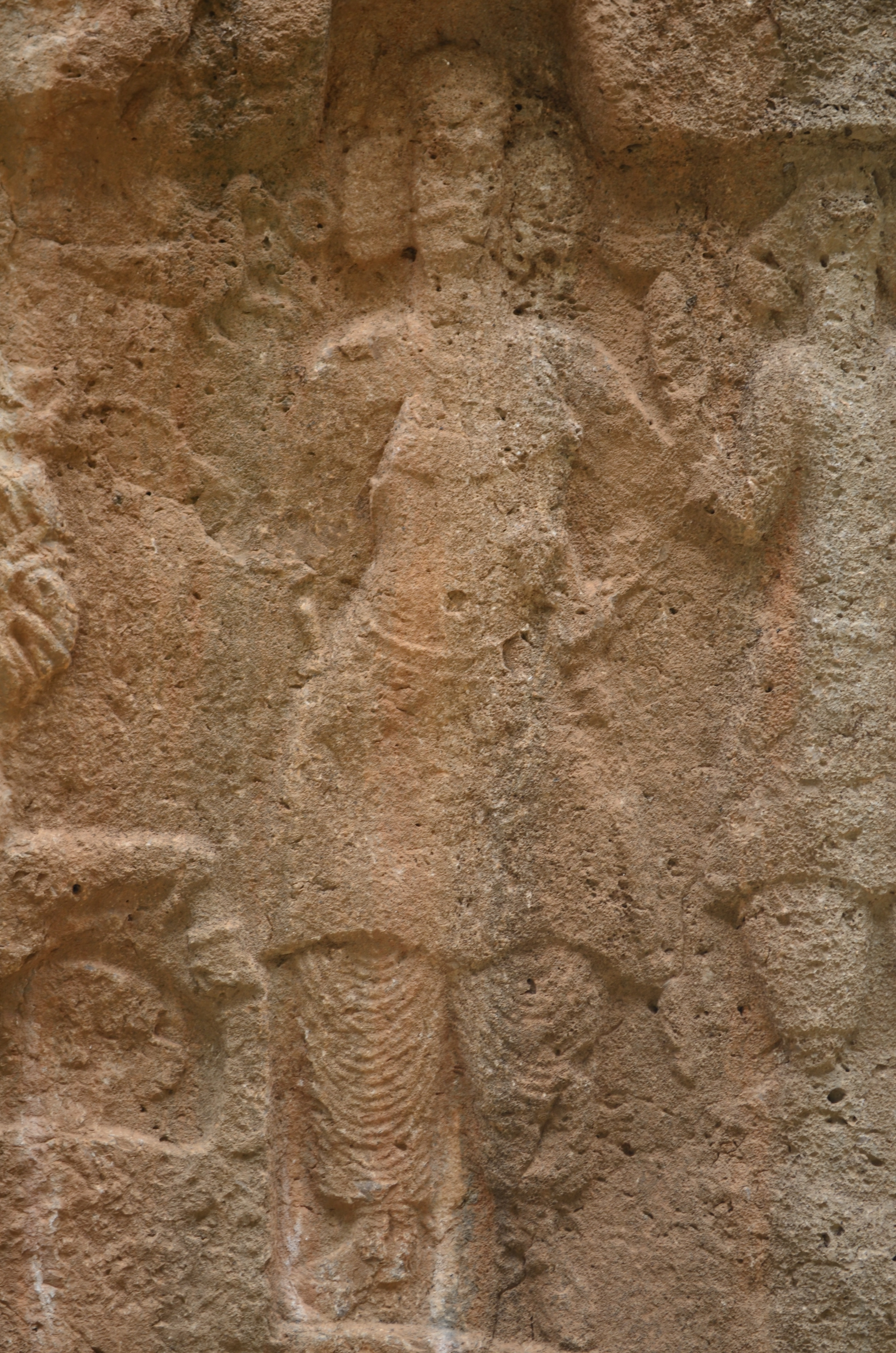
Relief (részlet)
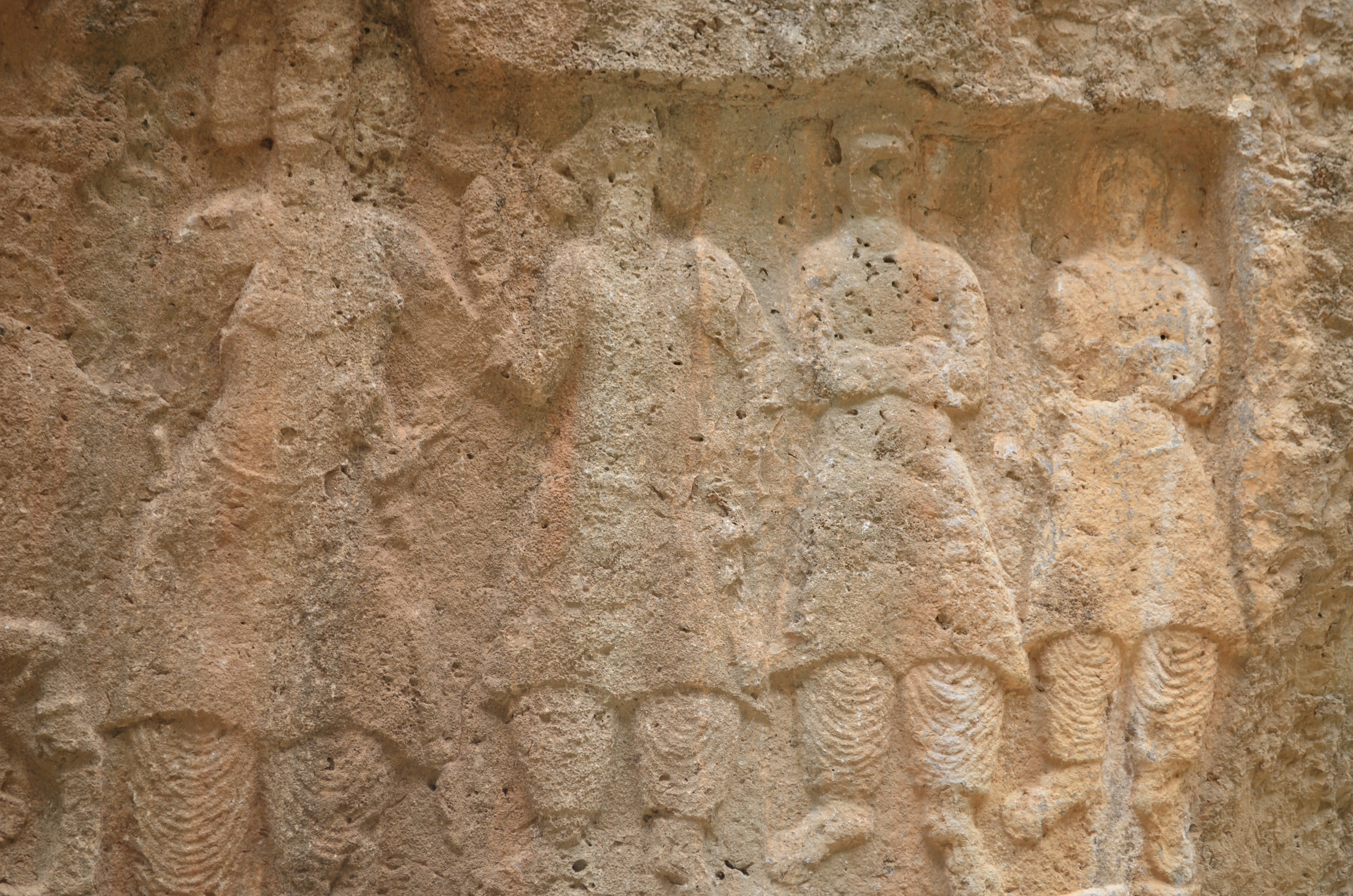
Relief